# Goldene Himbeere 2008
Die Goldene Himbeere 2008 (engl.: 28th Golden Raspberry Awards) wurde am 23. Februar 2008, dem Vorabend der Oscarverleihung, in Santa Monica, Kalifornien verliehen.

## Preisträger und Nominierte
Es folgt die komplette Liste der Preisträger und Nominierten.
| Kategorien                                           | Preisträger und Nominierte |
| ---------------------------------------------------- | --- |
| Schlechtester Film                                   | David Grace und Frank Mancuso junior – Ich weiß, wer mich getötet hat (I Know Who Killed Me)                                                                |
| Schlechtester Film                                   | Avi Arad, Isaac Larian und Steven Paul – Bratz: The Movie (Bratz)                                                                                           |
| Schlechtester Film                                   | Matt Berenson, John Davis und Wyck Godfrey – Der Kindergarten Daddy 2: Das Feriencamp (Daddy Day Camp)                                                      |
| Schlechtester Film                                   | John Davis, Eddie Murphy und Michael Tollin – Norbit |
| Schlechtester Film                                   | Adam Sandler und Tom Shadyac – Chuck und Larry – Wie Feuer und Flamme (I Now Pronounce You Chuck and Larry)                                                 |
| Schlechtester Schauspieler                           | Eddie Murphy – Norbit |
| Schlechtester Schauspieler                           | Nicolas Cage – Ghost Rider, Das Vermächtnis des geheimen Buches (National Treasure: Book of Secrets) und Next                                               |
| Schlechtester Schauspieler                           | Jim Carrey – Number 23 (The Number 23) |
| Schlechtester Schauspieler                           | Cuba Gooding junior – Der Kindergarten Daddy 2: Das Feriencamp (Daddy Day Camp) und Norbit                                                                  |
| Schlechtester Schauspieler                           | Adam Sandler – Chuck und Larry – Wie Feuer und Flamme (I Now Pronounce You Chuck and Larry)                                                                 |
| Schlechteste Schauspielerin                          | Lindsay Lohan – Ich weiß, wer mich getötet hat (I Know Who Killed Me)                                                                                       |
| Schlechteste Schauspielerin                          | Jessica Alba – Awake, Fantastic Four: Rise of the Silver Surfer und Der Glücksbringer (Good Luck Chuck)                                                     |
| Schlechteste Schauspielerin                          | Logan Browning, Janel Parrish, Nathalia Ramos und Skyler Shaye – Bratz: The Movie (Bratz)                                                                   |
| Schlechteste Schauspielerin                          | Elisha Cuthbert – Captivity |
| Schlechteste Schauspielerin                          | Diane Keaton – Von Frau zu Frau (Because I Said So) |
| Schlechtester Nebendarsteller                        | Eddie Murphy – Norbit |
| Schlechtester Nebendarsteller                        | Orlando Bloom – Pirates of the Caribbean – Am Ende der Welt (Pirates of the Caribbean: At World's End)                                                      |
| Schlechtester Nebendarsteller                        | Kevin James – Chuck und Larry – Wie Feuer und Flamme (I Now Pronounce You Chuck and Larry)                                                                  |
| Schlechtester Nebendarsteller                        | Rob Schneider – Chuck und Larry – Wie Feuer und Flamme (I Now Pronounce You Chuck and Larry)                                                                |
| Schlechtester Nebendarsteller                        | Jon Voight – Bratz: The Movie (Bratz), Das Vermächtnis des geheimen Buches (National Treasure: Book of Secrets), September Dawn und Transformers            |
| Schlechteste Nebendarstellerin                       | Eddie Murphy – Norbit |
| Schlechteste Nebendarstellerin                       | Jessica Biel – Chuck und Larry – Wie Feuer und Flamme (I Now Pronounce You Chuck and Larry) und Next                                                        |
| Schlechteste Nebendarstellerin                       | Carmen Electra – Fantastic Movie (Epic Movie) |
| Schlechteste Nebendarstellerin                       | Julia Ormond – Ich weiß, wer mich getötet hat (I Know Who Killed Me)                                                                                        |
| Schlechteste Nebendarstellerin                       | Nicollette Sheridan – Code Name: The Cleaner |
| Schlechteste Filmpaarung                             | Lindsay Lohan und Lindsay Lohan – Ich weiß, wer mich getötet hat (I Know Who Killed Me)                                                                     |
| Schlechteste Filmpaarung                             | Jessica Alba und Hayden Christensen – Awake, Dane Cook – Der Glücksbringer (Good Luck Chuck) oder Ioan Gruffudd – Fantastic Four: Rise of the Silver Surfer |
| Schlechteste Filmpaarung                             | Irgendeine Kombination von 2 völlig hohlköpfigen Charakteren – Bratz: The Movie (Bratz)                                                                     |
| Schlechteste Filmpaarung                             | Eddie Murphy und Eddie Murphy – Norbit |
| Schlechteste Filmpaarung                             | Adam Sandler und Kevin James oder Jessica Biel – Chuck und Larry – Wie Feuer und Flamme (I Now Pronounce You Chuck and Larry)                               |
| Schlechteste Neuverfilmung oder billigster Abklatsch | David Grace und Frank Mancuso junior – Ich weiß, wer mich getötet hat (I Know Who Killed Me)                                                                |
| Schlechteste Neuverfilmung oder billigster Abklatsch | Matt Alvarez, Ice Cube, Todd Garner und Ted Hartley – Sind wir endlich fertig? (Are We Done Yet?)                                                           |
| Schlechteste Neuverfilmung oder billigster Abklatsch | Avi Arad, Isaac Larian und Steven Paul – Bratz: The Movie (Bratz)                                                                                           |
| Schlechteste Neuverfilmung oder billigster Abklatsch | Christopher Eberts, Tracey Edmonds, Kia Jam und Arnold Rifkin – Who’s Your Caddy?                                                                           |
| Schlechteste Neuverfilmung oder billigster Abklatsch | Paul Schiff – Fantastic Movie (Epic Movie) |
| Schlechtestes Prequel oder Fortsetzung               | Matt Berenson, John Davis und Wyck Godfrey – Der Kindergarten Daddy 2: Das Feriencamp (Daddy Day Camp)                                                      |
| Schlechtestes Prequel oder Fortsetzung               | Tarak Ben Ammar, Dino De Laurentiis und Martha De Laurentiis – Hannibal Rising – Wie alles begann (Hannibal Rising)                                         |
| Schlechtestes Prequel oder Fortsetzung               | Gary Barber, Roger Birnbaum, Michael Bostick, Neal H. Moritz und Tom Shadyac – Evan Allmächtig (Evan Almighty)                                              |
| Schlechtestes Prequel oder Fortsetzung               | John Davis, David Giler und Walter Hill – Aliens vs. Predator 2 (Aliens vs. Predator: Requiem)                                                              |
| Schlechtestes Prequel oder Fortsetzung               | Mike Fleiss, Quentin Tarantino, Scott Spiegel und Boaz Yakin – Hostel 2 (Hostel: Part II)                                                                   |
| Schlechteste Regie                                   | Chris Sivertson – Ich weiß, wer mich getötet hat (I Know Who Killed Me)                                                                                     |
| Schlechteste Regie                                   | Dennis Dugan – Chuck und Larry – Wie Feuer und Flamme (I Now Pronounce You Chuck and Larry)                                                                 |
| Schlechteste Regie                                   | Roland Joffé – Captivity |
| Schlechteste Regie                                   | Brian Robbins – Norbit |
| Schlechteste Regie                                   | Fred Savage – Der Kindergarten Daddy 2: Das Feriencamp (Daddy Day Camp)                                                                                     |
| Schlechtestes Drehbuch                               | Jeff Hammond – Ich weiß, wer mich getötet hat (I Know Who Killed Me)                                                                                        |
| Schlechtestes Drehbuch                               | Barry Fanaro, Alexander Payne und Jim Taylor – Chuck und Larry – Wie Feuer und Flamme (I Now Pronounce You Chuck and Larry)                                 |
| Schlechtestes Drehbuch                               | Jason Friedberg und Aaron Seltzer – Fantastic Movie (Epic Movie)                                                                                            |
| Schlechtestes Drehbuch                               | Charlie Murphy, Eddie Murphy, David Ronn und Jay Sherick – Norbit                                                                                           |
| Schlechtestes Drehbuch                               | Geoff Rodkey, J. David Stem und David N. Weiss – Der Kindergarten Daddy 2: Das Feriencamp (Daddy Day Camp)                                                  |
| Schlechteste Entschuldigung für einen Horrorfilm     | Ich weiß, wer mich getötet hat (I Know Who Killed Me) |
| Schlechteste Entschuldigung für einen Horrorfilm     | Aliens vs. Predator 2 (Aliens vs. Predator: Requiem) |
| Schlechteste Entschuldigung für einen Horrorfilm     | Captivity |
| Schlechteste Entschuldigung für einen Horrorfilm     | Hannibal Rising – Wie alles begann (Hannibal Rising) |
| Schlechteste Entschuldigung für einen Horrorfilm     | Hostel 2 (Hostel: Part II) |